# Monstera membranacea
Monstera membranacea — вид квіткових рослин з роду Монстера родини ароїдних (Araceae).

## Опис
Пластинка дуже тонка, плівчаста. Плід зеленого кольору, частина якого відпадає, щоб побачити насіння в яскраво-помаранчевій м'якоті. Насіння кулясте, з S-подібним виступом, що утворює на поверхні горб.

## Розповсюдження
Рослина походить з Коста-Рики та західної Панами.